# Municipio de Center (condado de Ralls)
El municipio de Center (en inglés: Center Township) es un municipio ubicado en el condado de Ralls en el estado estadounidense de Misuri. En el año 2010 tenía una población de 928 habitantes y una densidad poblacional de 7,35 personas por km².

## Geografía
El municipio de Center se encuentra ubicado en las coordenadas 39°31′7″N 91°33′32″O / 39.51861, -91.55889. Según la Oficina del Censo de los Estados Unidos, el municipio tiene una superficie total de 126.31 km², de la cual 124,91 km² corresponden a tierra firme y (1,11 %) 1,4 km² es agua.

## Demografía
Según el censo de 2010, había 928 personas residiendo en el municipio de Center. La densidad de población era de 7,35 hab./km². De los 928 habitantes, el municipio de Center estaba compuesto por el 97,52 % blancos, el 0,75 % eran afroamericanos, el 0,65 % eran asiáticos, el 0,11 % eran isleños del Pacífico, el 0,11 % eran de otras razas y el 0,86 % eran de una mezcla de razas. Del total de la población el 0,65 % eran hispanos o latinos de cualquier raza.